# Periodo de Regencia (Brasil)

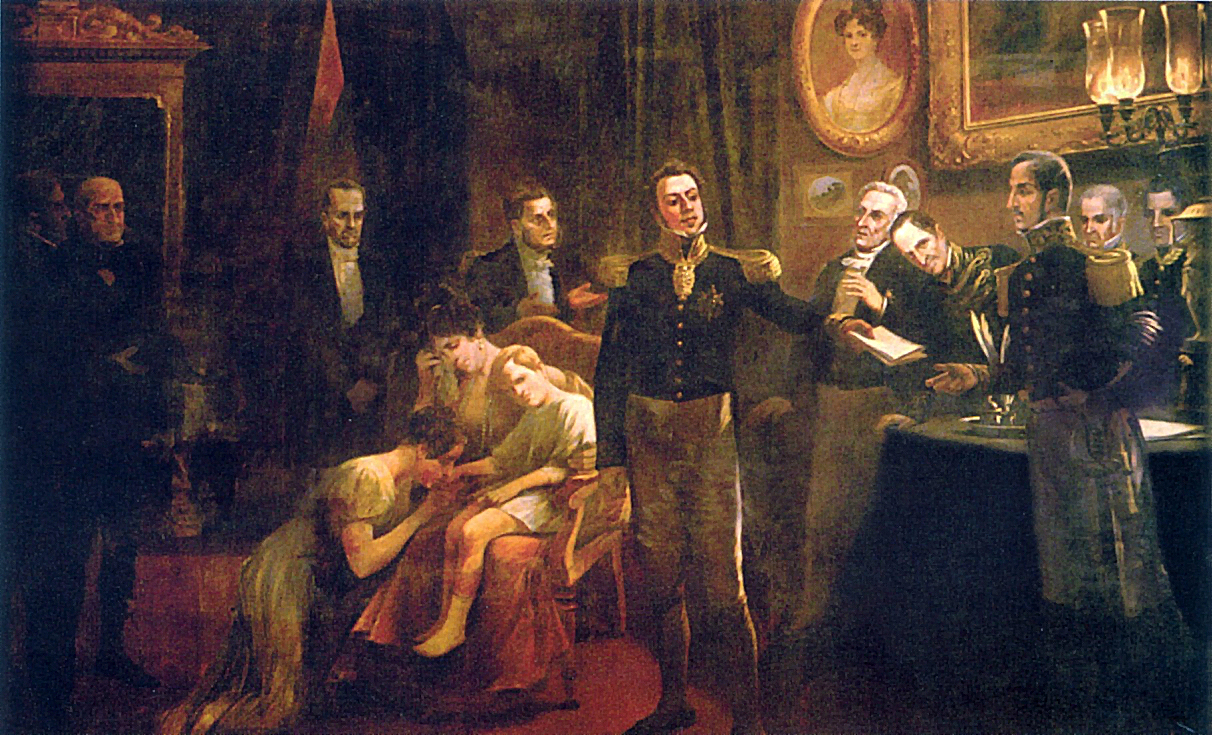
La Abdicación del Rey Pedro I inició el Periodo de Regencia

Periodo de Regencia es como se conoce, dentro de la historia brasileña a la década de 1831 a 1840 entre la abdicación de Pedro I y la Declaración de Mayoría, cuando su hijo Don Pedro II alcanzó la mayoría de edad.

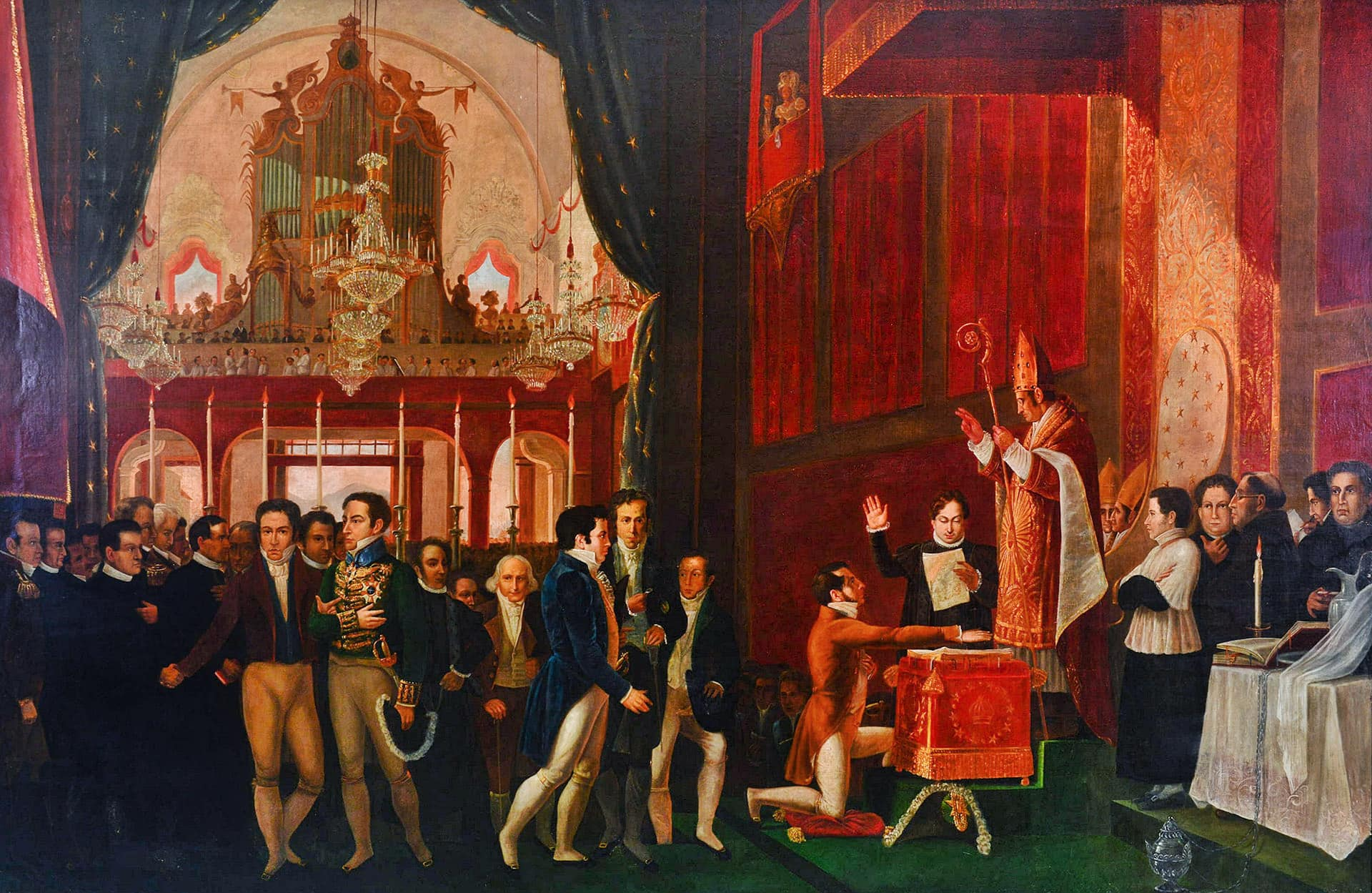
Regencia Trina jurando la Constitución de Brasil, pintura de Manuel de Araújo Porto-Alegre, 1831

Nacido el 2 de diciembre de 1825, Pedro II tenía 5 años y 4 meses en el momento de la abdicación de su padre por lo que no pudo asumir el gobierno que, por ley, sería dirigido por una regencia formada por tres representantes. Hubo cuatro regencias sucesivas durante esta década: La Provisoria Trina, la Permanente Trina, la Única de Feijó y la Única de Araújo Lima.
Fue uno de los periodos más importantes y agitados de la historia de Brasil. Estableció la unidad territorial del país y la estructura de las Fuerzas Armadas Brasileñas además de discutir el grado de autonomía de las provincias y la centralización del poder.
Durante esta fase, se produjeron una serie de rebeliones localizadas, como la Cabanagem, en el Gran Pará, la Balaiada en Maranhão, la Sabinada, en Bahía, y la Guerra de los Farrapos en Río Grande del Sur, la mayor y más larga que mostró el descontento con el poder central y las tensiones sociales latentes de la nueva nación independiente provocando un esfuerzo conjunto de los opositores para mantener el orden. Sobre este periodo, Joaquim Nabuco registró: "En Brasil, sin embargo, la Regencia era la república de hecho, la república provisional.... Se trataba de construir un arreglo político que garantizase a los grupos la preservación de sus intereses.

## Antecedentes: la caída del primer emperador
Según Emília Viotti da Costa, la estructura construida durante la Independencia llevó a la organización de un sistema político que hacía a los municipios dependientes de las provincias y a estas dependientes del poder central. Además se "adoptó un sistema de elecciones indirectas basado en el voto calificado que excluía  del proceso electoral a la mayoría de la población. Se disputaban ávidamente los títulos nobiliarios y monopolizaban los cargos en la Cámara, el Senado, el Consejo de Estado y los Ministerios.

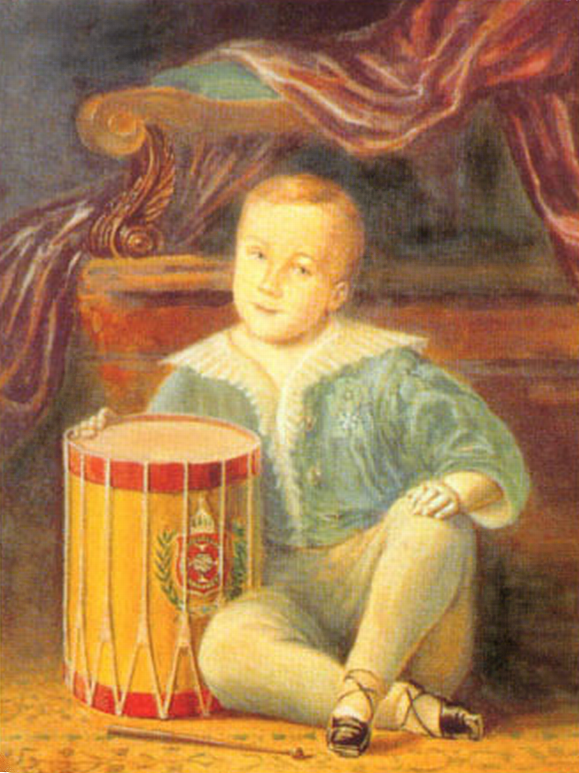
Pedro II, a los 4 años, en 1830

La Revolución de 1830 había tenido lugar en Francia, derrocando al monarca Carlos X de Francia, cuyas ideas liberales se extendieron a otras naciones, entre ellas Brasil. En el país, aparecieron periódicos como el Aurora Fluminense, de Evaristo da Veiga, en Río de Janeiro. Mientras tanto en São Paulo ocurrió el asesinato de Libero Badaró que encendió aún más los ánimos contra el Emperador.
Los liberales - divididos entre ximangos y exaltados- buscaban que Pedro I confirmase la moderación del gabinete y lo desconectase del marco institucional heredado de su padre, Juan VI en oposición a los restauradores -que abogaban por la permanencia. El Emperador había viajado a Minas Gerais, donde fue recibido con frialdad; a su regreso a la Corte, fue agasajado por los portugueses con una manifestación nocturna de luminarias y, como los nacionales brasileños reaccionaron, estalló el conflicto conocido como la Noche de las Botellas. El monarca cambió de gabinete, que había sido de carácter moderado, sustituyéndolo por otro que fue recibido como absolutista, lo que encendió aún más los ánimos.
La reacción de Pedro I causó sorpresa incluso entre los exaltados, ya que el emperador abdicó en favor de su hijo pequeño a las 2 de la madrugada del 7 de abril de 1831. Sus opositores sólo querían la restauración de un gabinete moderado. El gesto dio comienzo al periodo de regencia.

## Regencia Trina Provisional
A pesar del receso parlamentario, pocas horas después de la abdicación se reunieron los senadores y diputados que estaban en la Corte. En el Palacio del Senado, recibieron oficialmente la renuncia del Emperador de manos del general Francisco de Lima e Silva. Eligieron la Regencia Provisional formada por tres senadores: Francisco de Lima e Silva, Nicolau Pereira de Campos Vergueiro y José Joaquim Carneiro de Campos. Quedaba así conformada por un militar de evidente prestigio, un liberal y un conservador, respectivamente. Esta regencia estaba prevista en el Título 5, Capítulo V, Artículos 121 a 130 de la Constitución Política del Imperio de Brasil.
Nada más tomar posesión, uno de los primeros actos de la Regencia fue restituir en sus cargos a los ministros destituidos por Pedro I. Convocó la Asamblea Legislativa, amnistió a los delincuentes políticos y apartó de las tropas a los extranjeros sospechosos y revoltosos.
Se publicó un manifiesto en el que se exhortaba al pueblo a mantener el orden además de establecer las directrices políticas y administrativas del nuevo gobierno.En él, la junta gobernante declaraba, con exageración, que sus enemigos "eran tan pocos y tan débiles que no merecían consideración; pero que los vigilaba como si fueran muchos y fuertes.  A pesar de sus esfuerzos por restablecer el orden, no pudo evitar que estallaran conflictos entre soldados brasileños y portugueses partidarios del Partido de la Restauración, tanto en Río de Janeiro como en las provincias.

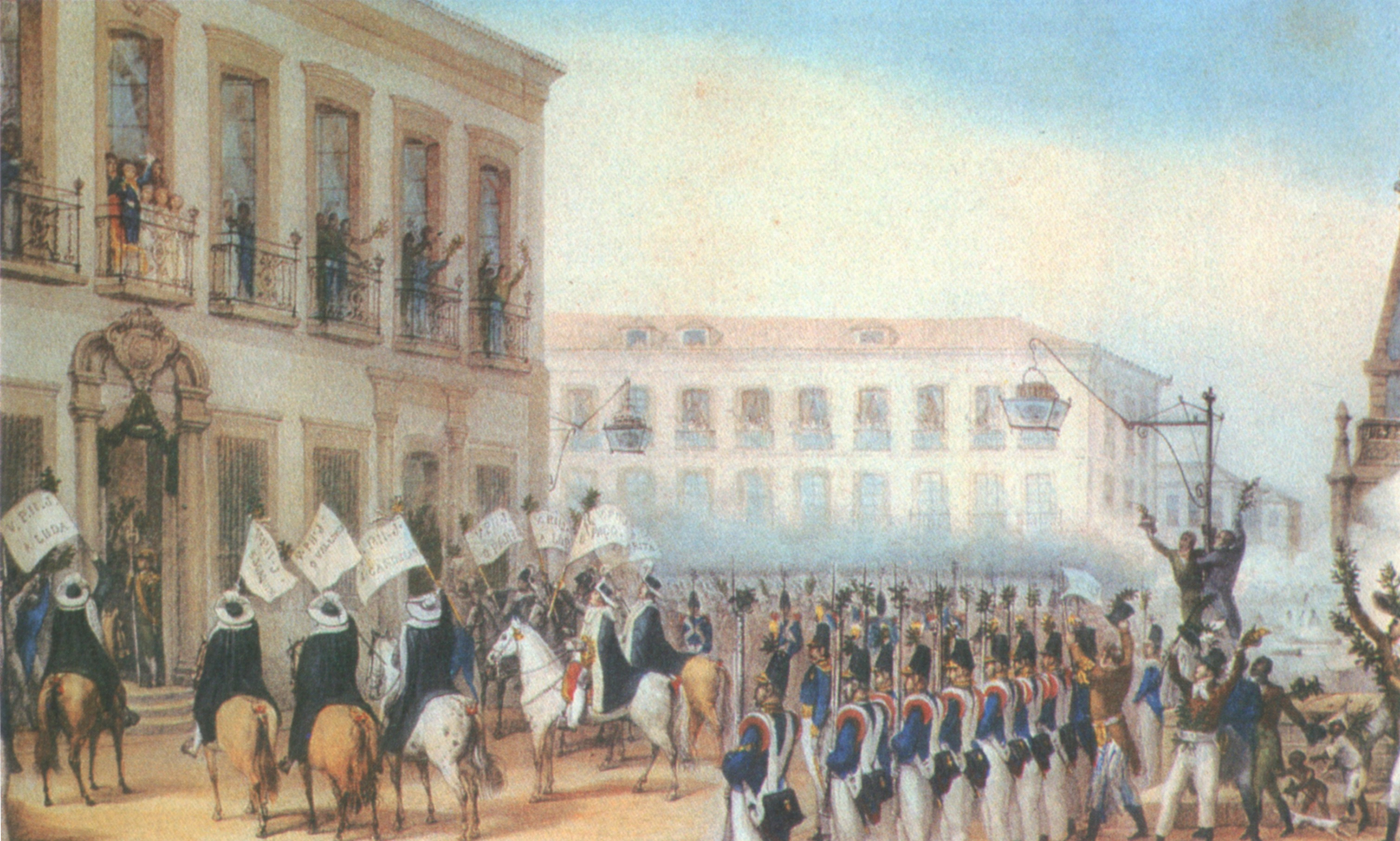
Aclamación de Pedro II el 9 de abril de 1831, por Debret.

Dos días después de la abdicación, el 9 de abril, el joven sucesor al trono fue aclamado Emperador. El Consejo de Regentes lo condujo al Palacio de la Ciudad, donde fue presentado al pueblo. Tan joven, el muchacho tuvo que agitar su pañuelo sobre una silla, en una escena representada por Jean-Baptiste Debret.  El mismo día, la Junta promulgó un decreto por el que se concedía la amnistía "a los ciudadanos condenados o incluso sentenciados por delitos políticos y a los militares procesados por delitos de deserción". 
El antiguo monarca había nombrado a José Bonifácio de Andrada e Silva, con quien se había reconciliado tras su problemática ruptura, como tutor de sus hijos. Para la protección del joven emperador y de sus hermanas, Francisca y Genara, que también permanecieron en el país, se les dejaron los palacios de São Cristóvão o Boa Vista, entonces suburbios de la capital. Había comenzado un período agitado en el que la unidad territorial del país y la autoridad central fueron cuestionadas y puestas a prueba por revueltas y rebeliones.
Andrada, paulista, había pedido al diplomático francês Eduardo Pontois que apoyase un posible traslado del joven príncipe, en caso de necesidad por inestabilidad política, a São Paulo, a donde trasladaría la capital, recibiendo una respuesta evasiva por parte del extranjero.
D. Pedro I permaneció en aguas brasileñas hasta su regreso a Europa; embarcado inicialmente en la fragata inglesa Volage, fue en la corbeta francesa La Seine en la que zarpó el antiguo emperador.El 13 de abril, la Regencia anunció la salida del antiguo monarca del territorio nacional y el pueblo, celebrando, se echó a la calle para conmemorar la "caída del tirano".
La Regencia Provisional tuvo que actuar de inmediato para contener las revueltas que estallaron en las provincias. En Bahía, con el pretexto de viejas desavenencias, los brasileños atacaron a los portugueses y tuvo que ser pacificada. También se tuvo que actuar en Pernambuco y Minas Gerais.
El carácter provisional de esta regencia duró hasta la elección de una nueva regencia tripartita, calificada como "permanente", el 3 de mayo de ese año.

## Regencia Trina Permanente (1831 - 1835)
El 17 de junio de 1831, en el Palacio del Senado, la Asamblea General Legislativa, presidida por José Caetano da Silva Coutinho, senador y obispo de São Paulo, celebró las elección de la Regencia Trina Permanente integrada por los diputados José da Costa Carvalho de Bahía y João Bráulio Muniz de Maranhão, y el senador Francisco de Lima e Silva de Río de Janeiro. La elección se basó en el artículo 123 de la Constitución en vigor. Como los moderados constituían la mayoría de los parlamentarios, los elegidos fueron adherentes a esta corriente, dejando así fuera a los exaltados (en amplia minoría, especialmente en la Cámara de Diputados). 
La composición de este triunvirato buscaba mantener el equilibrio de fuerzas que existió en el grupo provisional: representando al norte y nordeste estaba el maranhense João Bráulio Muniz, que sustituía en el cargo a Carneiro de Campos;  el sur y el sudeste por Costa Carvalho que, a pesar de haber nacido en Bahía, vivía en São Paulo, donde publicaba el periódico O Farol Paulistano. Lima e Silva fue así el único miembro de la Regencia Provisional que permaneció como regente.
En el plano administrativo, la regencia promovió las reformas de las Facultades de Medicina de Río y de Salvador convirtiéndolas en colegios. Se reorganizó el Poder Judicial y se establecieron los tribunales de jurados.

### Reforma liberal: limitación al poder moderador
Una de las primeras medidas propuestas por la mayoría liberal fue la reforma de la legislación que regulaba a la propia regencia. Esta enmienda fue redactada por los diputados Francisco de Paula Sousa e Melo, el también regente Costa Carvalho y el mineiro Honório Hermeto Carneiro Leão, y pretendía ampliar la primacía del poder legislativo sobre el ejecutivo.
Con la reforma, el poder moderador pasaría a ser ejercido por la propia Regencia a través del Ministro investido de ese Poder, y se reducían aún más sus prerrogativas ya que, a diferencia de la institución creada por Pedro I, dejaría de tener la facultad de destituir a la Cámara de Diputados -aunque esta facultad ya estaba incluida en los cambios realizados durante la Regencia provisional-, que tampoco podría conceder títulos nobiliarios ni condecoraciones.

### Creación de laGuardia Nacional

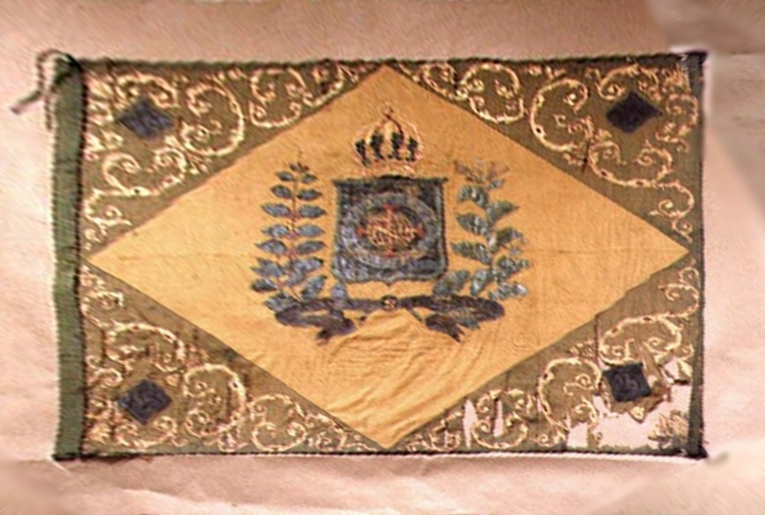
Antigua bandera de la Guardia Nacional de la Provincia de São Paulo

Una de las innovaciones instituidas por la Regencia Trina fue la creación de la Guardia Nacional en 1831. Esta fuerza relegó al ejército a un segundo plano y se convirtió en la principal fuerza pública con la que el poder central buscaba contener las revueltas que estallaban. Su estructura estaba constituida por provincias, y estaba subordinada al gobierno provincial: primero estaban vinculados a la jurisdicción del juez de paz, encargado de la circunscripción; después a los jueces criminales, a los presidentes de las provincias y, por último, al ministro de justicia.
Todos los ciudadanos entre 21 y 60 años con derecho a voto estaban obligados a alistarse; el gobierno se encargaba de proporcionarles armas, pero el uniforme corría a cargo del alistado. Los puestos de mando se elegían en cada localidad. Se buscó un modelo que favoreciera la participación cívica ciudadana, como fue el caso de la institución similar en Francia, que inspiró la brasileña.
Su principal objetivo era mantener la unidad territorial del Imperio reprimiendo las revueltas locales.

### Enfrentamientos políticos - las agitaciones "Caramurus"; el golpe del 30 de julio

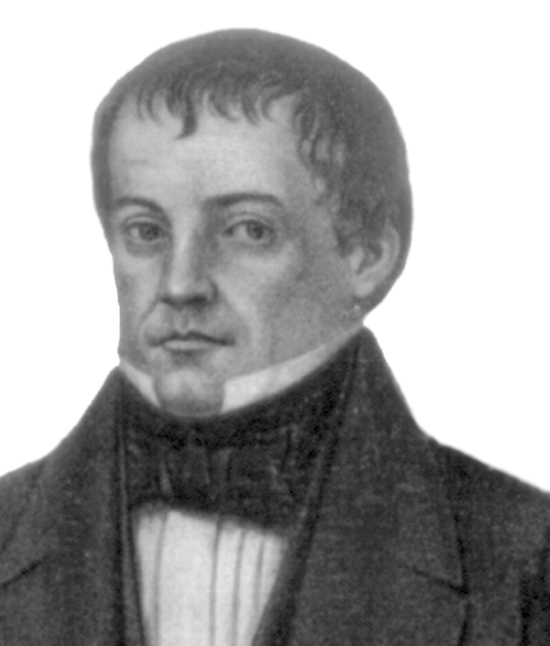
Diogo Antonio Feijó, ministro de Justicia, dimitió por no derrocar a Bonifácio.
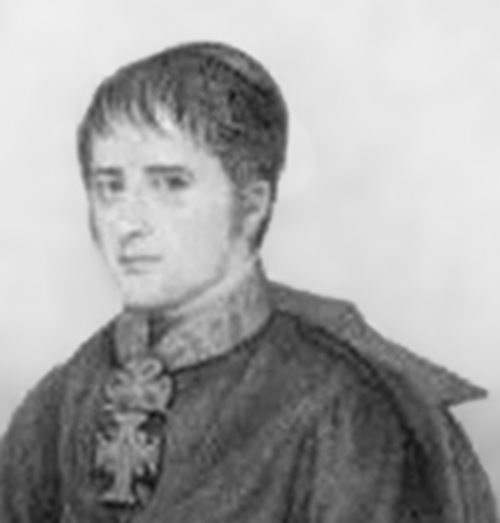
José Bento Leite Ferreira de Melo, uno de los religiosos de la "Revolución de los 3 Padres".
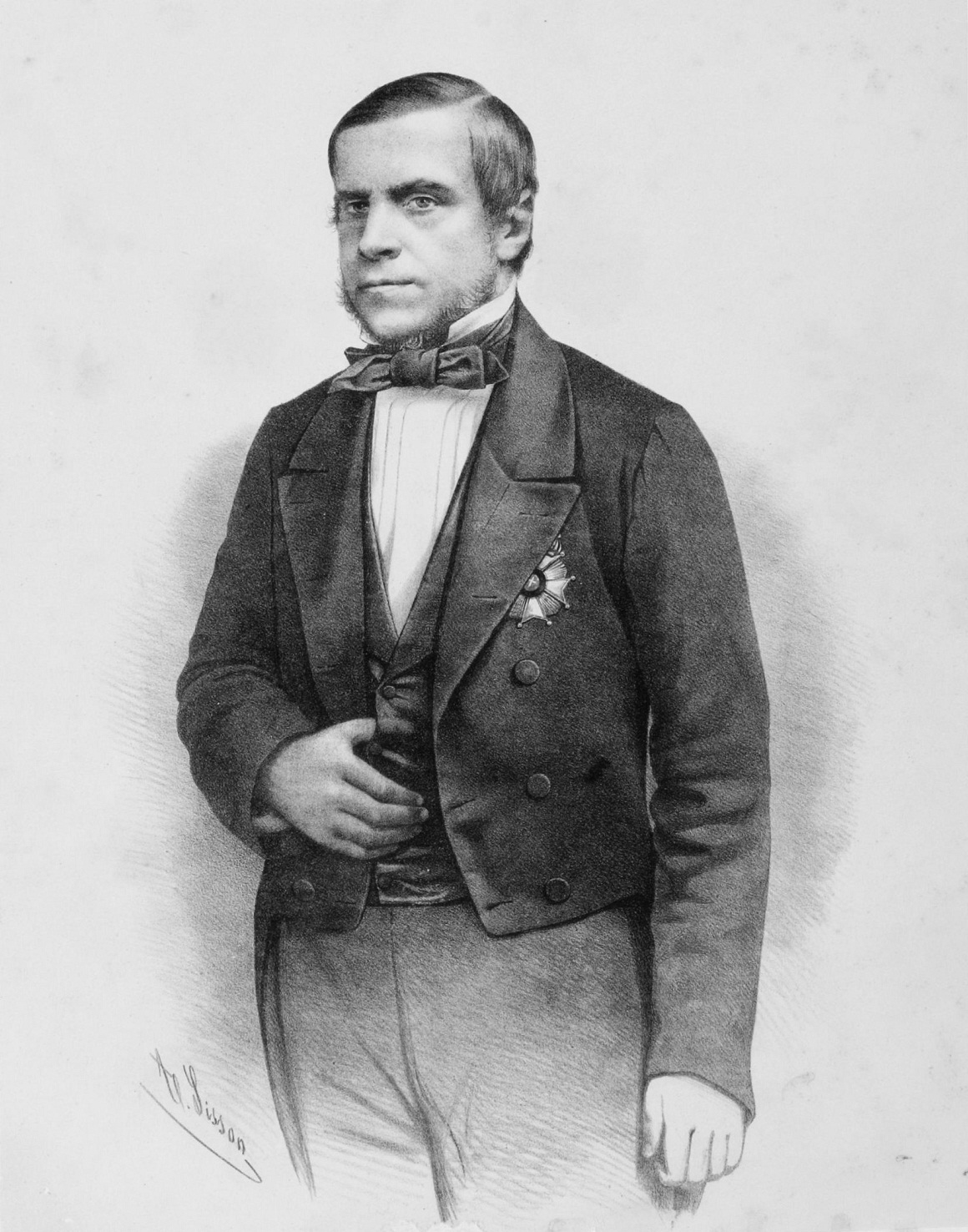
Honório Hermeto Carneiro Leão, detuvo el golpe del 30 de julio.

La regencia encontró al país en serias dificultades debido a una grave crisis financiera y a los disturbios que amenazaban la unidad nacional. El padre Diogo Antônio Feijó, que también era diputado, fue nombrado ministro de justicia para hacer frente a esta situación.
A los partidos Moderado (ximangos) y Exaltado (jurujubas o farroupilhas) se unió más tarde el Restaurador (llamado Caramuru), que predicaba el retorno del emperador Pedro I, y estaba liderado por José Bonifácio, que había recuperado su antiguo prestigio político al ser nombrado tutor del joven monarca. 
Ante la situación de inestabilidad, Feijó exigió a la Regencia que le autorizase por escrito que tendría total autonomía en los asuntos de su cartera para poder hacer frente a los disturbios que estaban estallando, especialmente en Río de Janeiro. Parte de los disturbios, provocados por Andrada y los "Caramurus", tenían como objetivo desestabilizar la Regencia. El 3 de abril de 1832, estalló una revuelta en la capital, en medio de muchas intrigas políticas. Responsabilizando al tutor del pequeño infante real, Feijó exigió su dimisión de este cargo llegando a declarar: "'o José Bonifácio deja la tutela, o yo dejo la cartera de Justicia'".
Los diputados, de mayoría moderada, se mostraron favorables al cese solicitado por el ministro; pero el Senado, donde Andrada aún gozaba de prestigio y contaba con mayoría conservadora, rechazó el proyecto de cese del tutor por un solo voto; Feijó presentó entonces su dimisión el 5 de abril. Feijó actuó con gran rigor y eficacia. También impulsó la Ley Feijó, que liberaba a los esclavos que venían de fuera del imperio -pero cuya eficacia fue nula.
A pesar de estar fuera del gobierno, Feijó intentó de nuevo de hacer prosperar las reformas moderadas en el episodio que pasó a la historia como el "Golpe del 30 de julio". Recurrió a la ayuda del sacerdote José Bento Leite Ferreira de Melo, en la imprenta donde éste había publicado el periódico O Pregoeiro Constitucional - órgano liberal de oposición al rey Pedro I- se imprimió la Constitución de Pouso Alegre, una especie de nueva carta que recogía los cambios que se venían arrastrando en la Asamblea General, y que el golpista planeaba ver aprobados.

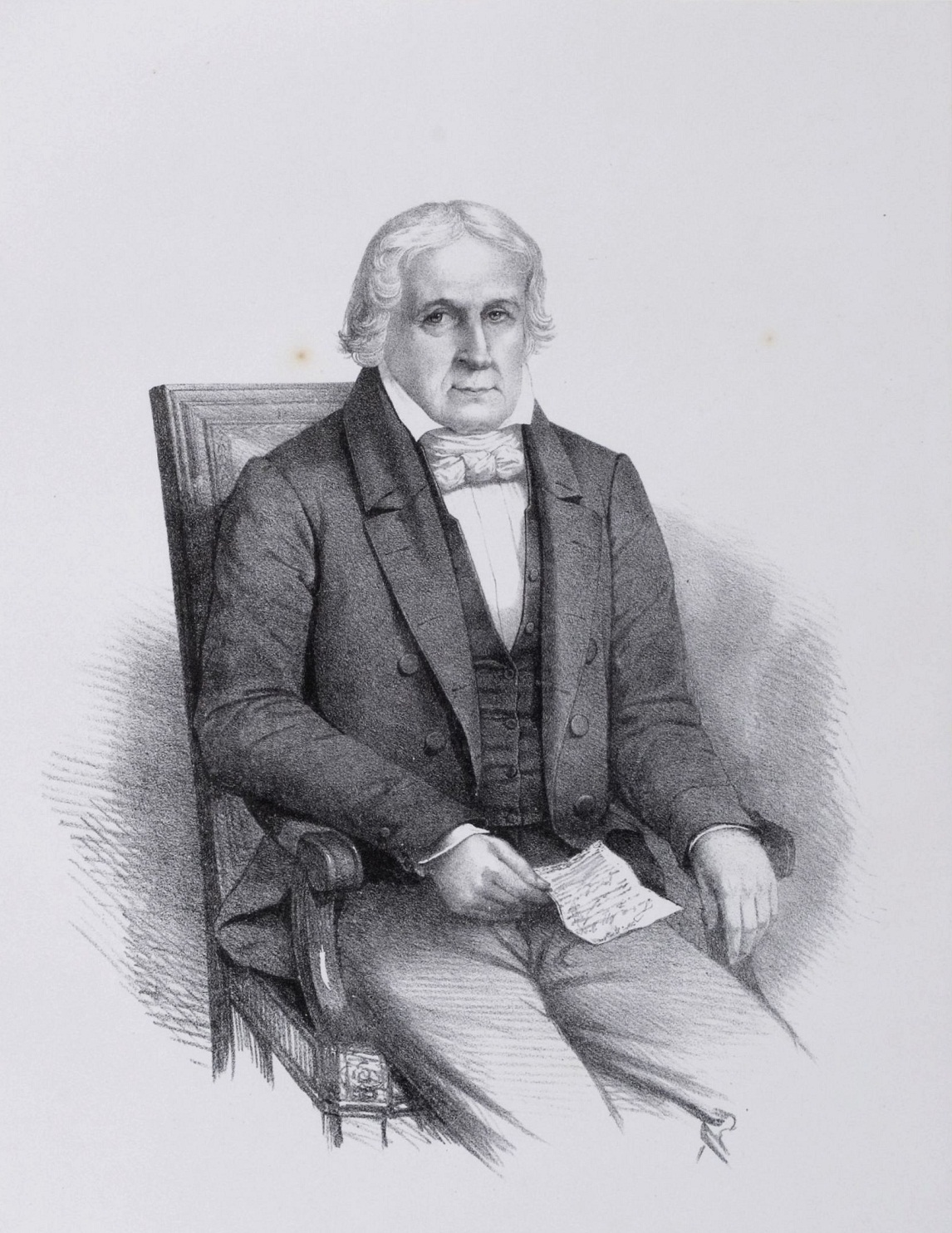
Bonifácio perdió prestigio con la muerte de Pedro I y fue encarcelado.
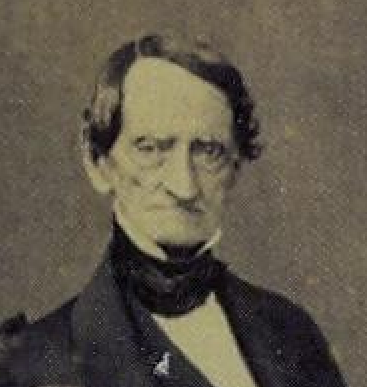
El Marqués de Itanhaém sustituyó a José Bonifácio como tutor.

El golpe fracasó, sobre todo porque careció del apoyo de los diputados, la mayoría de los cuales se mostraban reacios a adoptar medidas contrarias al propio orden constitucional. La entonces desconocida ciudad minera de Pouso Alegre, pocos años antes del sencillo "Arraial de Mandu", se dio a conocer en todo el país, gracias a la figura del padre José Bento -elevado entonces al primer plano de los acontecimientos-. Además de estos dos, un tercer sacerdote ocupó el trío, prestando su "Chácara da Floresta" como lugar para la trama preparatoria, José Custódio Dias hasta el punto de que el golpe también fue llamado la "Revolución de los Tres Padres".
Además de aprobar la Constitución de Pouso Alegre, los curas querían que José Bonifácio fuera destituido de su cargo de tutor del futuro monarca. Su fracaso tuvo un elemento clave en Honório Hermeto Carneiro Leão, marqués de Paraná, que fue el disidente más importante entre los liberales y el que intentó disuadir a sus pares de apoyar la iniciativa, sobre todo por temor a que el hecho pudiera servir de ejemplo a otros incumplimientos de la legalidad.
Temerosos de que Bonifácio utilizara su tutela como garantía para dar nuevos golpes de Estado, los regentes ordenaron que se le prohibiera salir del Palacio Imperial. A pesar de ello, el tutor llevó al niño rey y a sus hermanas al Paço de São Cristóvão. Aureliano de Sousa e Oliveira Coutinho, que había sustituido a Feijó en el ministerio de justicia, le ordenó regresar pero fue desobedecido. El 15 de diciembre de 1833, José Bonifácio fue finalmente destituido y Manuel Inácio de Andrade, Marquês de Itanhaém nombrado para el cargo de "Tutor Real".El "instrumento" de su destitución y encarcelamiento fue Cândido José de Araújo Viana. 
Un incidente fue el desencadenante de la destitución de José Bonifácio como tutor: el día del octavo cumpleaños del joven rey Pedro II (8 de diciembre), estaba siendo homenajeado con una sesión en el Teatro Constitucional Fluminense -que en aquella época era el principal teatro de la Corte- cuando se produjo un gran tumulto entre los partidarios de Andrada y los de la Regencia como consecuencia de la gran tensión creada entre ambas facciones hasta el punto de poner en riesgo la integridad física del monarca infante, además de faltar al respeto a su figura. 
José Bonifácio fue entonces detenido y enviado a la Isla de Paquetá, donde se exilió en su casa de la playa. Cuando fue juzgado, fue absuelto de los cargos. Sin embargo, el Patriarca no se recuperó de este último golpe y murió pocos años después en Niterói.

### El Acto Adicional de 1834
El Acto Adicional fue consecuencia directa de la mayoría liberal en la Cámara de Diputados que predicaba una mayor autonomía para las provincias y que formaba parte del programa de ese partido. Así, la Regencia propuso reformar la Constitución de 1824.

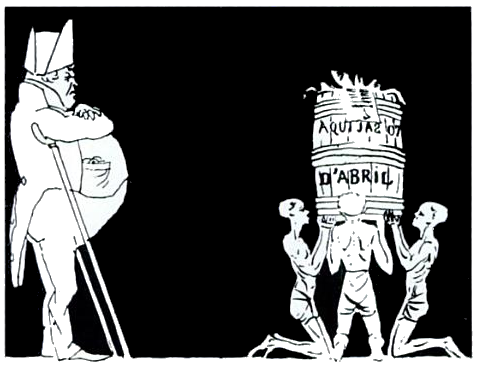
Caricatura de la época muestra a Bernardo Pereira de Vasconcelos enterrando las conquistas del 7 de abril de 1831

El proyecto de enmienda constitucional había sido propuesto en 1831 por una comisión formada por diputados paulistas, en su mayoría liberales, entre los que se encontraban Francisco de Paula Sousa e Melo y José Cesário de Miranda Ribeiro. La propuesta inicial contenía cambios bastante radicales destinados a ampliar el poder provincial tales como: la elección del regente único sería hecha por las asambleas provinciales, además de los senadores; éstos -los senadores- perderían su mandato vitalicio; el poder de veto del Ejecutivo sería limitado y podría ser anulado por mayoría simple de los parlamentarios. Pero el punto de mayor controversia fue la inserción en el Artículo Primero de la Carta Magna de las palabras - "el gobierno del imperio de Brasil será una monarquía federativa.
El Senado reaccionó con enmiendas que alteraron el texto que se había originado en la Cámara; las que fueron anuladas tuvieron que ser consideradas en una sesión conjunta de las dos cámaras y, en ella, los senadores consiguieron eliminar la inserción del sistema de gobierno en el Artículo Primero y mantuvieron su carácter vitalicio.
Ratificada el 12 de agosto de 1834, el Acta Adicional adaptó los principios federalistas a la monarquía. Su principal redactor fue el diputado Bernardo Pereira de Vasconcelos, que había sido compañero y amigo íntimo desde su época universitaria en Coímbra de dos de los regentes, y fue uno de los diputados más influyentes. Entre sus mayores innovaciones estuvieron:
1. Creación de las Asambleas Legislativas en las provincias. Este órgano sustituyó a los antiguos Consejos Generales y legisló sobre organización local civil, judicial y religiosa, instrucción pública, expropiaciones, función pública, política y economía municipal, transportes y obras públicas;[3]
2. Crea el Municipio Neutro como territorio desmembrado de la provincia de Río de Janeiro que debería tener su sede y gobierno en algún otro lugar distinto de la ciudad de Río eligiendo para ello la aldea de Praia Grande, posteriormente elevada a ciudad con el nombre de Niterói;[3]
3. Establece la votación para elegir al Regente, que pasaría a ser uno, con mandato de 4 años;[3]
4. Extinción del Consejo de Estado.

João Batista Ribeiro de Andrade Fernandes destaca que la política tomó entonces un nuevo rumbo, con la supremacía del Partido Moderado:

La expresión más completa de esta política se encuentra en el Acto Adicional que satisfizo el espíritu local creando asambleas provinciales y suprimiendo el Consejo de Estado y reforzando la autoridad del gobierno central, reduciendo los regentes a uno solo; con gran prudencia se podría evitar la fragmentación del territorio, que sería la adopción de presidentes electivos de las provincias y así otras propuestas radicales que no encontraron aprobación.
João Ribeiro

## Regencia única de Feijó

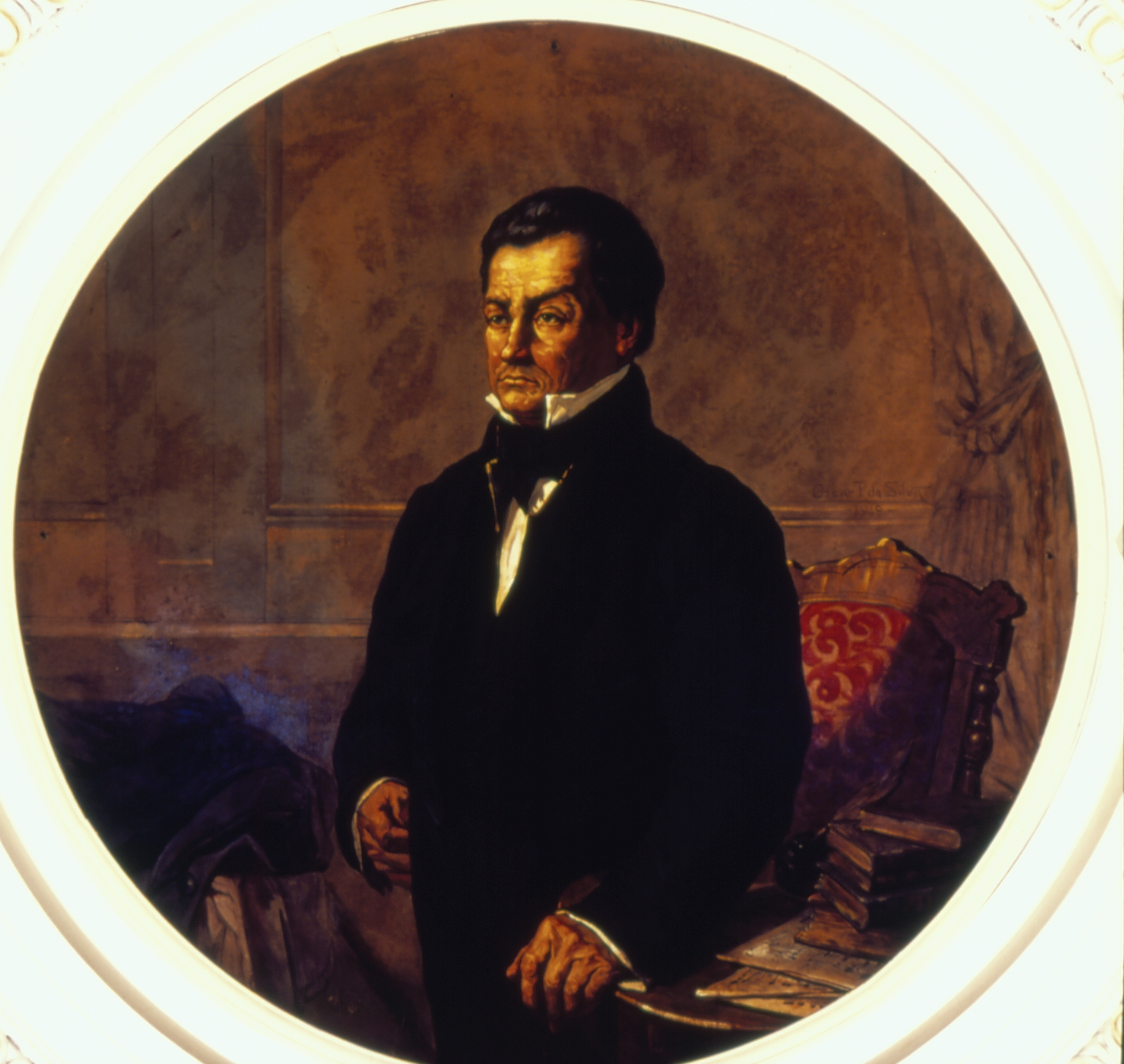
Diogo Antônio Feijó, de São Paulo, regente único de 1835 a 1837

En 1835, tuvo lugar la primera elección para elegir al regente único. Compitieron el exaltado pernambucano Antônio Francisco de Paula de Holanda Cavalcanti de Albuquerque y el padre Diogo Antônio Feijó, de São Paulo, del Partido Moderado. Este último salió victorioso obteniendo cerca de seis mil votos. Esta Regencia duró del 12 de octubre de 1835 al 19 de septiembre de 1837.

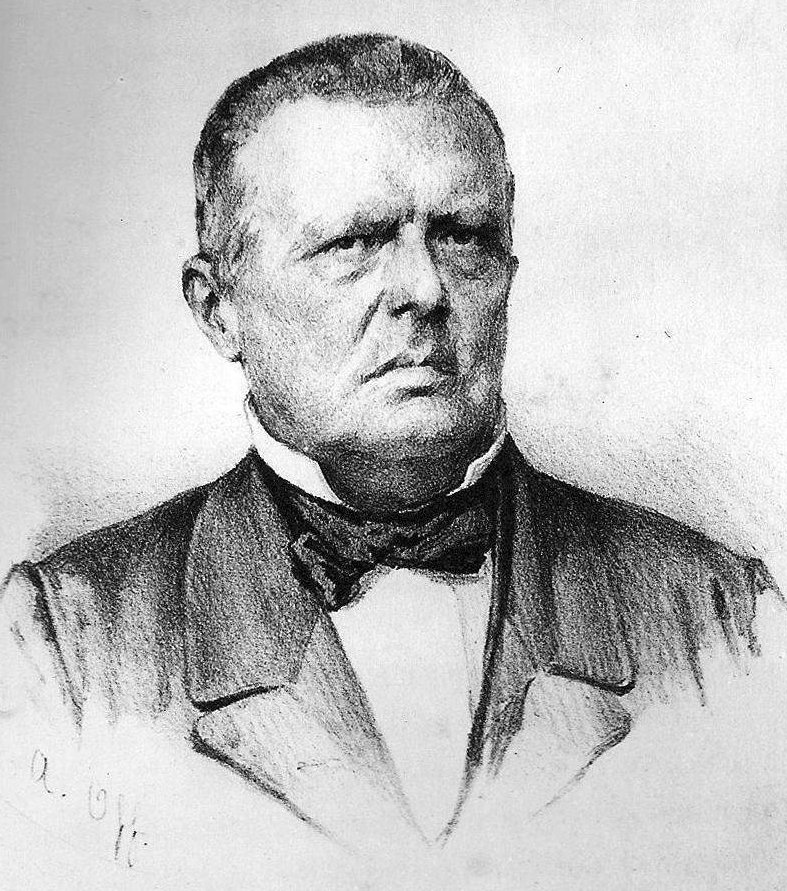
Antônio Francisco de Paula de Holanda Cavalcanti de Albuquerque, de Pernambuco, oponente de Feijó

Desde sus primeros momentos en el cargo, Feijó se enfrentó a dificultades. Entre sus oponentes se encontraban Bernardo Pereira de Vasconcelos, Honório Hermeto Carneiro Leão y Maciel Monteiro y, para hacerles frente, intentó con su grupo fundar un nuevo partido, el Progresista, sin éxito.  Sus oponentes, sin embargo, lograron fundar el Partido Regresista (formado por antiguos restauradores y liberales y que constituyó la base del futuro Partido Conservador). Feijó tampoco contaba con el apoyo de la Santa Sede ya que era partidario de acabar con el celibato sacerdotal y porque  había insistido en lanzar a su amigo el padre Manuel María de Moura como candidato a Obispo de Río de Janeiro, que ya había sido rechazado por el Papa.

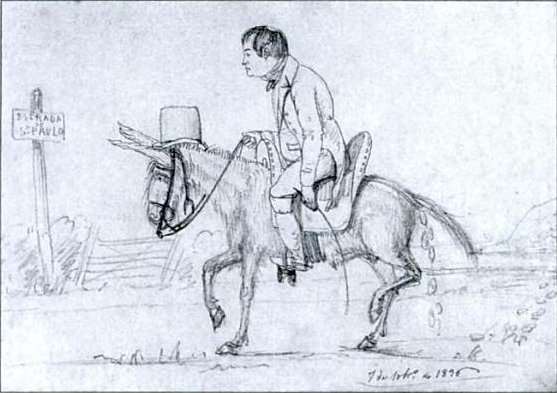
Caricatura de Araújo Porto-Alegre mostrando al Padre Feijó cuando dejó la Regencia, volviendo a São Paulo

Con habilidad, sin embargo, su política cedió en algunos puntos, como aceptar propuestas de descentralización. Trató de satisfacer los clamores del pueblo y de las provincias sin fortalecer a los aristócratas ni al parlamento y, finalmente, actuó con rigor en el rechazo a los comerciantes y latifundistas. Aunque dependía del Congreso, no le era obediente.
Su regencia estuvo marcada por el inicio de dos de los conflictos internos más graves de Brasil: el Cabanagem, en Pará, y el Farroupilha, en Río Grande del Sur, además de otras revueltas locales.
Mal de salud, desanimado y sin la misma energía que le caracterizaba cuando estaba al frente del Ministerio de Justicia,  el sacerdote acabó haciéndose impopular debido a su intransigencia y, al perder el apoyo de su gran aliado Evaristo da Veiga fallecido prematuramente, Feijó no pudo formar el ministerio que deseaba y acabó dimitiendo. 

### Regencia interina de Araújo Lima
El día anterior a su dimisión, Feijó había nombrado ministro del Imperio al reflexivo y tolerante conservador Pedro de Araújo Lima. Éste formó, como Regente interino, el llamado Ministerio de Capacidades, que logró un relativo orden y un cierto desarrollo económico -lo que le permitió presentarse como regente en las elecciones que se celebraron en abril de 1838.
Entre los principales logros de este período interino se encuentra la fundación del Colegio Pedro II en 1837.

## Regencia única de Araújo Lima

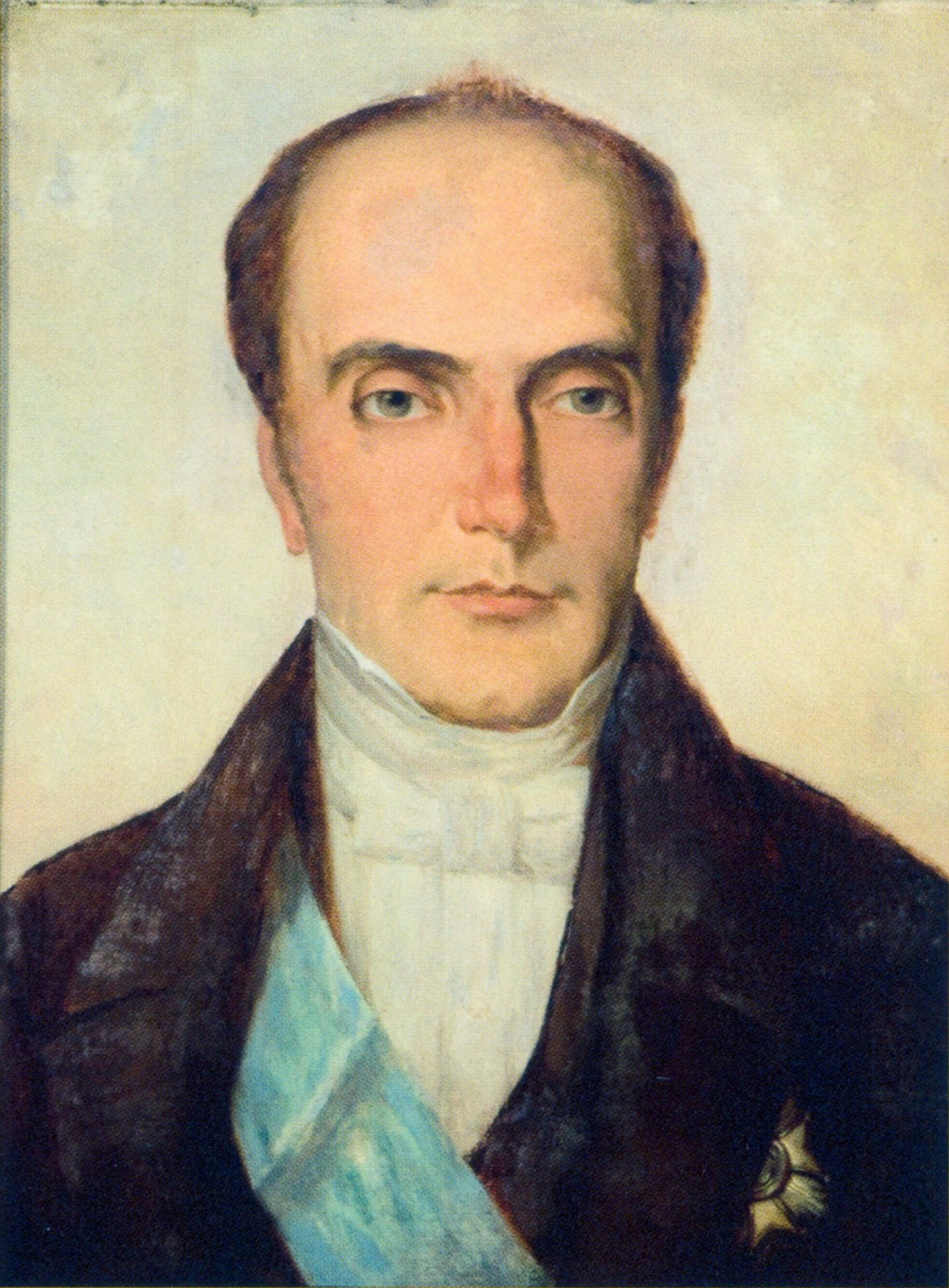
El regente único Pedro de Araújo Lima, de Pernambuco, un conservador "tranquilo, reflexivo y tolerante"

Tras su interinato, Pedro de Araújo Lima se presentó a las elecciones que tuvieron lugar en abril de 1838. Compitió contra él, una vez más, ya que se había presentado contra Feijó, Antônio Francisco de Paula de Holanda Cavalcanti de Albuquerque, también de Pernambuco, a quien derrotó fácilmente.
Durante su regencia se fundó el Instituto Histórico y Geográfico Brasileño y se reformó la Escuela Militar (en 1839).  Araújo Lima representó el fin de las políticas liberales, con la supresión del Código de Proceso Criminal y del Acto Adicional (en este caso, oficializada posteriormente por la llamada Ley Interpretativa del Acta Adicional del 12 de mayo de 1840) - que aumentaron la centralización del poder, reduciendo la autonomía provincial y municipal mediante el control de la policía y del poder judicial. 
Aunque no tuvo que enfrentarse a los disturbios que habían marcado a los gobiernos anteriores, Araújo Lima tuvo que hacer frente a la Farroupilha, que continuó en el Sur, y a la Cabanagem en Gran Pará, así como al estallido de otras revueltas provinciales: en Bahía la Sabinada y la Balaiada en Maranhão.  Su gobierno promovió una intensa represión de los rebeldes, con gran violencia en Bahía y Maranhão.
En el segundo año de su gobierno, aumentaron las disputas políticas en el Congreso, lo que dio lugar a la Declaración de Mayoría, fruto de la reacción de los liberales.
En definición de Octávio Tarquínio de Sousa, Araújo Lima fue "El rey constitucional que Feijó no supo ser, pero supo elegir". Y aún: "Podría decirse que el ejercicio continuado de la presidencia de la Cámara le había dado el hábito de ser un espectador, o más bien un árbitro, disponiéndolo a actuar sólo como un mediador que compone, acomoda y evita choques y desacuerdos.

## Principales rebeliones del período de la Regencia
Varias rebeliones marcaron el período de la Regencia. Son vistas por la historiografía en general de dos maneras: una más conservadora, que las retrata como "desórdenes", y otra que busca reivindicar que tuvieron "causas populares". 

Las Regencias enfrentaron cuatro de las más importantes rebeliones intestinas de Brasil

Entre las rebeliones hubo tres revueltas de esclavos: la Revuelta de Carrancas (1833, en Minas Gerais), la Revuelta de Malês (1835, Salvador) y la Revuelta de Manuel Congo (1838, en Río de Janeiro).  Las rebeliones estallaron a lo largo de nueve años en casi todo el país, la mayoría de ellas derivadas del descontento de las élites regionales aliadas con la clase media urbana (formada por profesionales liberales como periodistas, funcionarios y militares) que, descontentas con el poder central de Río de Janeiro, protestaban contra las dificultades económicas, el aumento de impuestos y el nombramiento de gobernadores sin respaldo local.
Las principales rebeliones del período fueron:

### Balaiada (1838-1841)
La causa económica del movimiento en Maranhão fue la crisis de la producción algodonera que estalló en una revuelta de esclavos y vaqueros de las grandes haciendas en diciembre de 1838 con el apoyo de los liberales de las ciudades, opuestos a los terratenientes.
El principal líder de la rebelión fue Manuel Francisco dos Anjos Ferreira, fabricante de balaios. Ya en 1839, tomaron la ciudad de Caxias, mientras los esclavos fugitivos se instalaban en quilombos en la selva. Los combates se prolongaron durante tres años causando enormes daños a los terratenientes pero se quedaron sin un denominador político común que los organizara. Fueron finalmente derrotados por la reacción de la élite con el apoyo de las tropas imperiales al mando del entonces coronel Luís Alves de Lima e Silva, futuro duque de Caxias.

### Cabanagem (1835-1840)

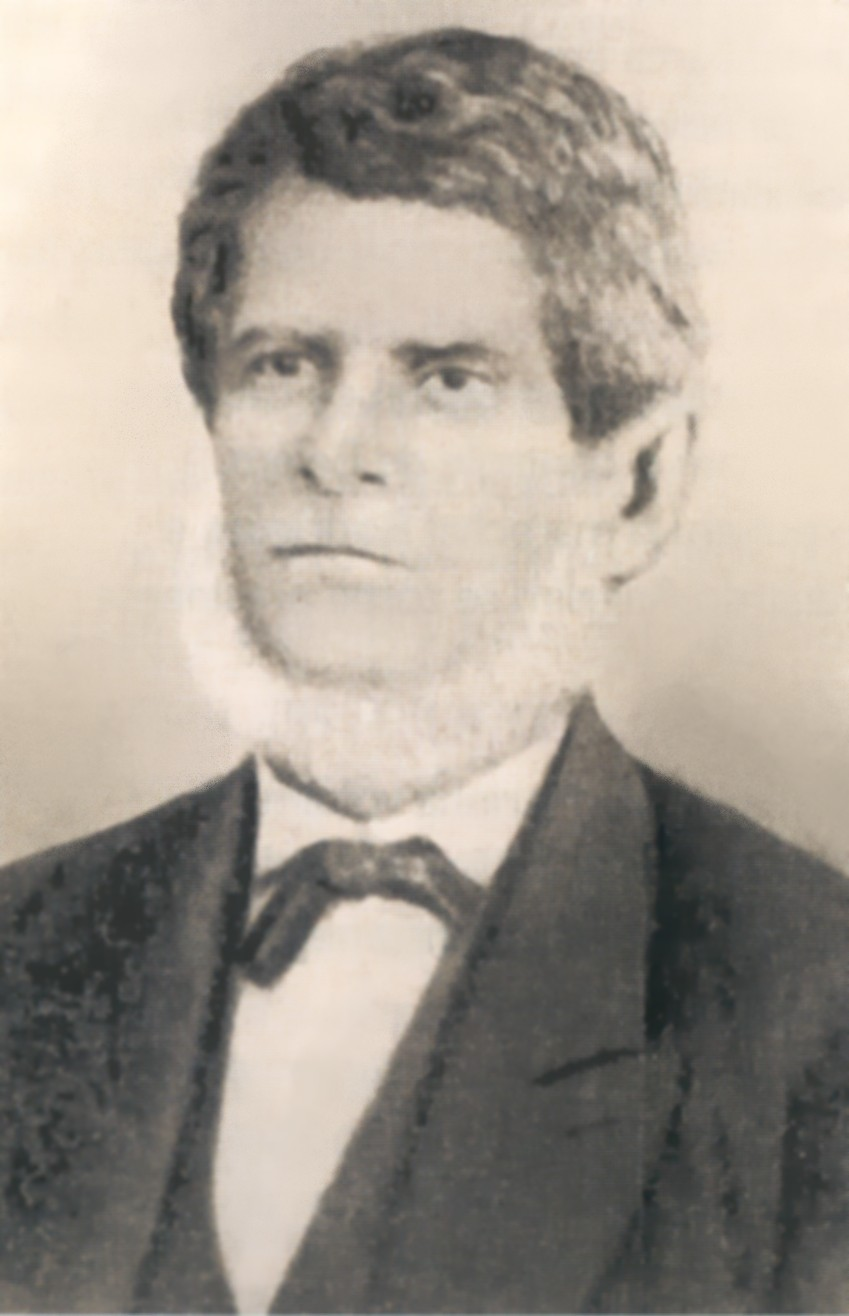
Angelim, años después de liderar el Cabanagem

La rebelión comenzó en 1835 en Belém, entonces una ciudad de 12.000 habitantes con pocos blancos y mayoría de indígenas, esclavos y mestizos, tras desacuerdos entre la élite por la elección del nuevo presidente de la provincia que entonces tenía muy pocos vínculos con Río de Janeiro. Se proclamó entonces la independencia. 
Belém fue atacada por una tropa compuesta en su mayoría por mestizos, indios y negros, entre los que destacaba como líder el cearense Eduardo Angelim que había emigrado a esa provincia tras una gran sequía y tenía 21 años. Llamados cabanos, los objetivos de los rebeldes eran restituir Pará a Brasil, defender a Pedro II como monarca y luchar contra los extranjeros. El resultado de los años de lucha, en la que ganaron los legalistas, fue la muerte del 20% de la población de la provincia, su colapso económico y la destrucción de la capital.

### Sabinada (1837-1838)
La rebelión comenzó en Salvador el 7 de noviembre de 1837 y recibió el nombre de uno de sus líderes, el médico Francisco Sabino. Alcanzó un éxito inicial tras el levantamiento iniciado en el Forte de São Pedro, que se extendió a las demás guarniciones, provocando la huida de las autoridades incluido el gobernador Francisco de Sousa Paraíso.
Se formó entonces un gobierno provisional, en el contexto de una República Bahiana, que entretanto sería interina hasta la mayoría de edad del Emperador: esto ha provocado controversia entre los historiadores sobre el efectivo carácter liberal y republicano del movimiento.
El gobierno permaneció inoperante, bajo la presidencia del vicegobernador João Carneiro da Silva Rego; a principios de enero del año siguiente sus posiciones se fueron perdiendo, hasta la derrota final con la ocupación militar de la ciudad el 13 de marzo, que duró hasta poco después del mayoría del emperador.Alrededor de 1800 insurgentes murieron tras la lucha cuerpo a cuerpo.

### Revuelta de los Malés (1835)

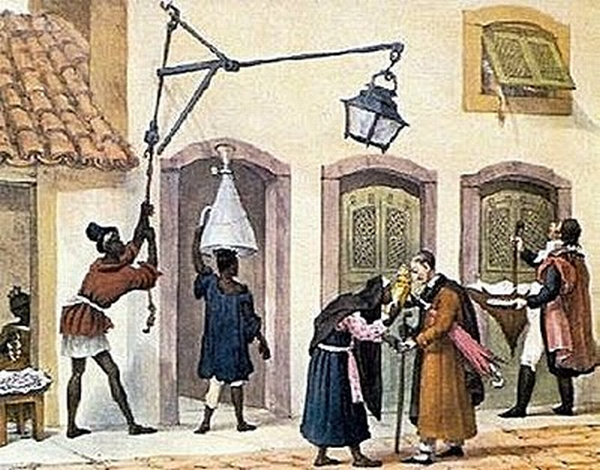
Debret: esclavos en profesiones liberales (vendedor ambulante, encendedor de lámparas, aguador); un cura recibe limosna de un negro.

Salvador tenía la mitad de su población formada por negros que ejercían actividades liberales rentables para sus amos en profesiones como sastre, carpintero, vendedor ambulante, etc. En enero de 1835, los esclavos de orientación religiosa, entonces llamados Malês, organizaron una revuelta que fue recibida con una intensa reacción del gobierno, que los diezmó.
Fue el más importante de los levantamientos urbanos de esclavos del país, aunque duró menos de un día; alrededor de 600 esclavos tomaron la capital de Bahía, la mayoría de ellos alfabetizados en árabe y bajo el contexto religioso de una yihad. En los intensos combates murieron 70 esclavos y cerca de 500 fueron detenidos y condenados a flagelación, prisión o muerte.
Su principal efecto, junto con los demás levantamientos de esclavos de la época, fue sembrar el miedo en la clase dominante, que reaccionó de dos maneras: por un lado, reforzó las leyes represivas y, por otro, abrió el debate sobre la cuestión servil.

### Cabanada (1832-1835)
Estalló en Pernambuco, entre las capas más sencillas de la población -también llamadas allí cabanos, como en el Cabanagem de Pará- y fue un movimiento provocado sobre todo por la incomprensión entre las clases humildes de los cambios de régimen derivados de la abdicación del rey Pedro I, por lo que contaron con el apoyo del restauradores de Recife.
Con ideales religiosos que la asemejaron a la Guerra de Canudos, la Cabanada fue finalmente derrotada en 1835 por Manuel de Carvalho Pais de Andrade - el mismo que en 1824 había proclamado la Confederación del Ecuador y presidido la provincia.

### Revolución Farroupilha o Guerra de los Farrapos (1835-1845)

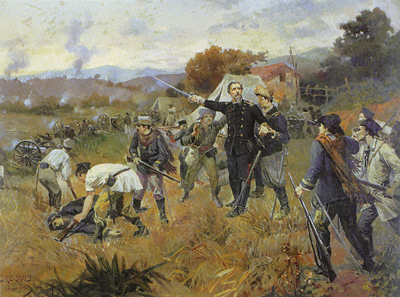
Escena de batalla en el sur de Brasil, por Oscar Pereira da Silva

La Farroupilha o Farrapos fue la mayor, más importante y más duradera de las rebeliones que estallaron durante el período de la regencia, prolongándose hasta 1845.
Su causa económica inmediata fue el aumento de los impuestos en la provincia de Río Grande del Sur, que afectó directamente a los estancieros que ya estaban descontentos con la competencia de los productores argentinos y uruguayos.
El 20 de septiembre de 1835 se tomó Porto Alegre y se proclamó la República Riograndense. El líder Bento Gonçalves fue encarcelado y enviado a Salvador, de donde consiguió escapar y regresar, gobernando la provincia en 1837. Bajo el mando de Giuseppe Garibaldi, se proclamó en Santa Catarina la República Juliana, unida en confederación a la Riograndense.
Las regencias no consiguieron acabar con la sublevación, que sólo fue derrotada durante el Segundo Reinado.

## Gobierno y estructura política
El poder ejecutivo durante la regencia heredó la estructura existente para el cuerpo ministerial del Reinado, con los cambios realizados poco antes o después de la independencia.
En 1808, cuando la Familia Real huyó a Brasil, sólo había tres ministerios: el del Reino (que se ocupaba del Tesoro), el de Marina y Ultramar y el de Guerra y Extranjería. 
Por decreto de 22 de abril de 1821, los asuntos exteriores pasaron a formar parte del Ministerio del Reino, mientras que el Ministerio de Ultramar se convirtió en el nuevo Ministerio de Marina; el mismo decreto creó también el Ministerio de Hacienda, con lo que el total ascendió a cuatro: Reino y Asuntos Exteriores, Guerra, Marina y Hacienda.
El 23 de agosto de ese mismo año se creó por ley el Ministerio de Justicia, desmembrado del Ministerio del Reino, aumentando a 5 el número de carteras, número que se mantuvo inicialmente en el momento de la Independencia en 1822, cambiando el nombre del Ministerio del Reino por el de Imperio. Sin embargo, el 13 de noviembre de 1823, el Ministerio de Asuntos Exteriores se separó del Ministerio del Imperio como sector autónomo.
Fueron por tanto seis las carteras que conformaron el gobierno durante las regencias, que se sucedieron en 13 gabinetes.
En este período se encontraba el germen de los dos partidos que se sucederían en el poder durante el imperio: el Conservador, formado principalmente por magistrados, burócratas, grandes comerciantes portugueses y terratenientes de estados como Bahía, Río de Janeiro y Pernambuco - y el Liberal, formado principalmente por algunos sacerdotes, la clase media urbana y terratenientes de provincias como Río de Janeiro, São Paulo y Río Grande do Sul. 
Estas dos corrientes surgieron durante la primera elección para elegir un Regente, con dos candidatos opuestos. Al padre Feijó se le unieron los liberales exaltados y parte de los moderados; al candidato Holanda Cavalcanti se le unió parte de los moderados y el Partido Restaurador aliado a los hermanos Andrada, con Bernardo de Vasconcelos, de Minas Gerais, como líder.
Los liberales ganaron el gobierno con Feijó (1835-1837), mientras que los conservadores le sucedieron con Araújo Lima (1837-1840), cuando los liberales triunfaron con la Declaración de Mayoría.

## La cultura en el período de la regencia
Esta luz que me ilumina

Ya me hace vislumbrar un futuro luminoso,

Y se me presenta el horizonte de la Patria,

De la Patria lejana, tan llorada por mí.

(...)

Ven, Año Nuevo; ¡ven, esperanza mía!

Por ti suspiré.

Como un amante por su amada.

Ven, oh heraldo de la paz; ven y consuélame.

Espero que no llegues al fin

Antes de que vuelva a la paternal morada.
Gonçalves de Magalhães, O dia de ano-bom de 1835 en Suspiros Poéticos e Saudades

El Romanticismo se inició en el período de la regencia bajo la influencia de europea pero con elementos nacionalistas, buscando crear una literatura con figuras típicamente brasileñas, como el indio.
El "hito" inaugural del romanticismo brasileño pertenece a Gonçalves de Magalhães con la publicación, en 1836, de su libro de poemas Suspiros Poéticos e Saudades, en pleno período de la regencia.
Magalhães produjo textos dramáticos mientras que Martins Pena se centró más en teatros de comedia costumbrista, en los que destacó el actor João Caetano, creador de una compañía teatral en la Corte. Al principio, el público reaccionó negativamente ante estas obras que denunciaban el dominio inglés de la economía, la corrupción y los excesos sociales.
Ya en 1827, la educación contaba con una Ley General, que instituía la creación de escuelas primarias en todos los pueblos, estableciendo el suelo salarial y las materias a impartir. El Acto Adicional de 1837 descentralizó la administración escolar. Las provincias se encargarían de la enseñanza elemental y secundaria y la Corona de la superior. Fue en este contexto que se fundó el Colegio Pedro II.

## Justicia
Aunque la pena de muerte existió durante toda la época imperial, fue durante la regencia cuando más se aplicó. El Código Criminal aprobado en 1830 y el Código de Procedimiento Penal de 1832 trataban por igual a hombres libres y esclavos pero, en 1835, la Revuelta de Carrancas, que había tenido lugar dos años antes en Minas Gerais, hizo que el 10 de junio se aprobara una ley que hacía diferente la situación de los cautivos. 
La nueva ley permitía aplicar la pena capital por decisión de dos tercios del jurados, y ya no por la unanimidad exigida por los códigos, para delitos cometidos exclusivamente por esclavos (como matar, esparcir veneno o herir al amo, su esposa, ascendientes o descendientes, el administrador, el veedor, etc. o participar en una insurrección). La pena no podía ser apelada.
Aunque el poder moderador permitía al gobernante conmutar la pena de muerte por otra, esto casi nunca ocurrió durante el período de la regencia, con el resultado de que fue en esta época cuando más fácilmente se ejecutó a los presos en Brasil, la mayoría de ellos, esclavos.

## La prensa en el período de la Regencia

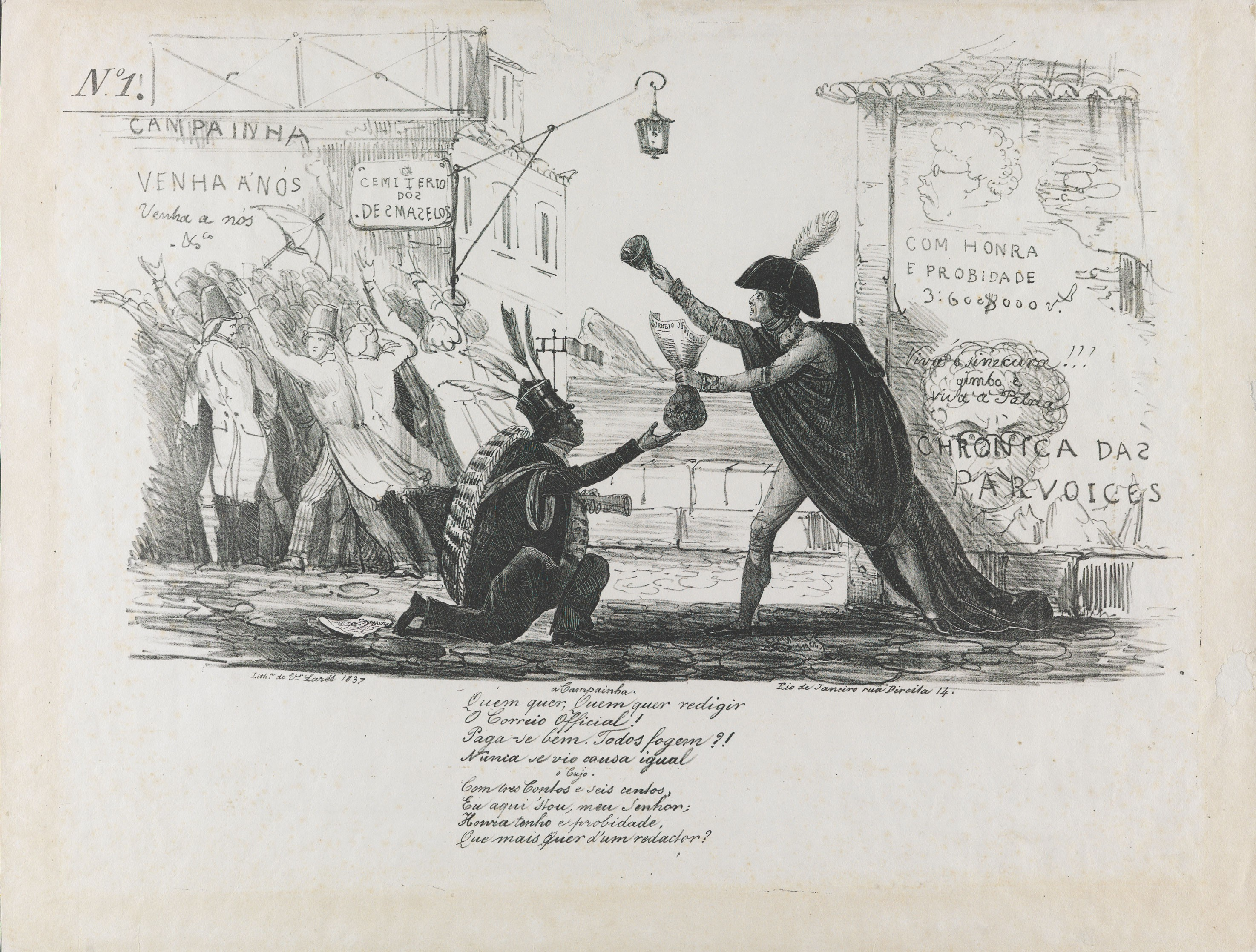
La primera caricatura realizada en Brasil, por Araújo Porto-Alegre, en 1837, retrata la cooptación de la prensa por el gobierno.

La prensa experimentó un crecimiento hasta entonces inédito en el país. En 1837 Manuel de Araújo Porto-Alegre publicó la primera caricatura en Brasil, representando las disputas dentro de las regencias. La litografía muestra a Justiniano José da Rocha un periodista que había sido contratado por un gran sueldo para ser director del periódico Correio Oficial y, en el grabado, aparece de rodillas recibiendo una bolsa de dinero del gobernante. 
En Recife, el periódico O Carapuceiro, que circuló de 1832 a 1942, es un paradigma de la prensa de la época, especialmente en provincias. En él se puede encontrar crítica social, además de política, en la que el objetivo declarado era publicar sus observaciones que sirvieran de carapuça a quien conviniera. Su director y escritor, el padre Miguel do Sacramento Lopes Gama, pasaría a la historia con el sobrenombre de Padre Carapuceiro.
Aunque en Europa el crecimiento de las tiradas hizo posible en la década de 1830 la creación de revistas literarias y científicas, y la publicación de novelas en publicaciones periódicas Este fenómeno aún tardó en producirse en el país, donde los periódicos se dedicaron primero a las disputas políticas entre los partidos y facciones en formación - y este tipo de publicación sólo salió a la luz en Brasil cuando las disputas se resolvieron, durante el Segundo Reinado: hasta entonces, reinaban las disputas políticas y el partidismo de la prensa. 
La prensa de la época, por lo tanto, tenía como principal objetivo formar opinión, interviniendo directamente en la vida política. Una excepción fue la revista de Niterói, publicada en Francia por Francisco de Sales Torres Homem, Domingos José Gonçalves de Magalhães y Manuel de Araújo Porto-Alegre en 1836, cuyo objetivo declarado era dar a conocer las letras, las artes y la economía brasileñas. Se la considera precursora del romanticismo en Brasil.
Un hecho destacable es la existencia de periódicos dirigidos a negros y mestizos, aparecidos durante la Regencia Permanente, cuyos títulos dejaban claro el público al que se dirigían: O Crioulinho, O Homem de Cor ou O Mulato y O Brasileiro Pardo, que discutían la cuestión racial.